# محمداعظم خان
محمد اعظم خان بنی عباسیان آخرین خان متنفذ بستک  و جهانگیریه، فرزند محمد رضا خان بنی عباسی (سطوت الممالک) بود.

## پایان حکم خوانین بستک
حکومتی ۲۰۰ ساله بنی عباسیان بستک در عهد محمد اعظم خان به پایان رسید. او شخصی باگذشت و دور اندیش و مهمان نواز بود.
پس از فوت پدرش از طرف دولت بسمت بخشدار در بخش‌های مختلف لارستان از جمله بخش بستک خدمت نموده، وی با تمام شیوخ و حکام جنوبی و شمالی خلیج فارس آشنایی داشته‌است و رفت و آمد بین او و شیوخ این مناطق بر قرار بوده‌است.

## کتاب تاریخ جهانگیریه
محمد اعظم خان از تاریخ قرن اخیر لارستان و بنادر و جزایر خلیج فارس و وقایع آن اطلاع ذی‌قیمت داشته‌است که ثمره آن تألیف کتاب تاریخ جهانگیریه وبنی عباسیان بستک است. محمد اعظم خان با ادبیات عربی و فارسی آشنایی کامل داشته‌است و یاد داشته‌های متفرقه در موضوعات مختلف تهیه کرده بوده‌است.

## محمد اعظم خان و جزیره کیش
او جزیره کیش را به نمایندگی از طرف سایر اقوام و خویشانش که در مالکیت آن سهیم و شریک بودند به دولت واگذار نمود و اسنادش را امضاء کرد.
در سال ۱۳۴۲ هجری قمری محمد رضا خان بنی عباسی (سطوت الممالک) با عده‌ای سوار از طرف بندگری (صحرای باغ) و پشور و بخرد به بیدشهر رفته، جون رضا قلیخان (هژبر الدیوان) ضابط در آب‌شور بود چند روز توقف کرد تا رضاقلی‌خان از آب‌شور به بیدشهر برگشت، بنی عباسیان باتفاق رضاقلی‌خان بیدشهری از طریق جویم به شیراز رفته پس از چندی توقف در شیراز ضمن دریافت حکم حکومتی صحرای باغ کهورستان، روئیدرات، جزیره قیس (کیش) در خلیج فارس طبق قباله رسمی وفرمان ناصر الدین شاه که به علیمحمد خان قوام الملک انتقال یافته بود از میرزا ابرهیم خان قوام الملک فعلی خریداری نموده و به حوزه حکمرانی خود برگشته‌است.
از این تاریخ جزیره کیش تحت نفوذ و حکم بنی عباسیان بوده تا اینکه محمد اعظم خان حاکم وقت دوباره آن را به دولت واگذار نموده‌است.

## زندگی
محمد اعظم خان در سال ۱۲۸۳ خورشیدی در بستک زاده شد است، وی در سال‌های اخیر عمر که باز نشسته بود به مطالعه پرداخته و سرانجام در تابستان سال ۱۳۴۶ خورشیدی برابر با ۲۲ ربیع الثانی ۱۳۸۷ هجری قمری در عمر ۶۳ سالگی این دار فانی را بدرود گفته‌است. از او سه فرزند ذکور به جای مانده‌است به‌ نامهای: محمد رضاخان، محمد اکرم خان، و محمد افضل خان. با وفات وی دوره حکم خوانین از منطقه برچیده شد.

## تبارنامه
محمد اعظم خان بن محمد رضا خان (سطوت الممالک) بن محمد تقی خان (صولت الملک) بن مصطفی خان بن احمد خان بن محمد رفیع خان بن هادی خان بن شیخ محمد خان بزرگ بن  عبدالقادر بستکی، شیخ حسن بستکی، شیخ محمد کبیر، شیخ ناصر الدین، شیخ محمد، شیخ جابر،  شیخ اسماعیل رابع، شیخ عبدالغنی، شیخ اسماعیل ثالث، شیخ عبدالرحیم عفیف الدین، شیخ عبدالسلام خنجی، شیخ عباس، شیخ اسماعیل ثانی، حمزه، احمد، محمد، هارون، مهدی، مرشد، محمود، احمد، علی، مبارک، عبدالسلام، سعید، عبدالغنی، طلحه، احمد، اسماعیل، سلیمان، محمد علی، عبدالله (حَبر الأُمَة) ابن عباس بن عبدالمطلب القرشی بن هاشم بن عبد مناف.

## آغاز حکومت مشایخ بنی عباسی
مشایخ بنی عباسیان و فرزندان آنان که متصدی اداره امور مردم بوده‌اند با آنکه اصالتاً عرب بوده‌اند ولی پس از ورود در ایران خود را ایرانی دانسته و در تمام ادوار تاریخ و زندگی پیرو آرمانهای شاهدوستی و میهن دوستی و مطيع دولت مرکزی بوده‌اند حتی برای پیروزی ایران در جنگ ها به قفقاز هم نیرو فرستاده‌اند و کشته داده‌اند. در بنادر جنوب با اعراب متجاوز جنگیده‌اند.
پس از فوت شیخ عبدالقادر که مصادف بود با اواخر دورهٔ سلطنت صفویه وهجوم وسلطنت افغان‌ها و بالآخره ظهور نادر شاه که در تمام این احوال عامل اصلی و محرک واقعی جنگ وستیزها اختلاف مسلکی شیعه و سنی بود شیخ محمد سعید بستکی و شیخ محمد بستکی بدخالت به امور حکومتی آغاز کردند این دو نفر فرزندان شیخ عبدالقادر از نفوذ روحانی پدرشان که یک نوع تسلط روحی بزرگی برمردم بستک وجهانگیریه ایجاد کرده بود استفاده کامل نمودند وبعلل سیاسی زمان و شاید هم برای انتقامجوئی از کسانیکه موجب فرار آنان از خنج که جوار جد اعلایشان حاج شیخ عبدالسلام خنجی بود، شده بودند ویا به‌عنوان مبارزه مسلکی شیعه ویا بقول نویسنده:
«تاریخ جهانگیریه» برای حفظ جان ومال جماعت تسنن در برابر هجوم شیعیان نفوذ خودرا بسط دادند تا آنجا که شیخ محمد سعید به حکومت لار رسیده و شیخ محمد خان بزرگ حاکم جهانگیریه و آن حدود گردید.
بدین ترتیب مشایخ بنی عباسی که بقول ابن بطوطه چنان‌که در سفرنامه خود سفرنامه ابن بطوطه نوشته‌است: از زیادی زهد وپرهیزکاری وکثرت عبادت و دوری از مردم اندام علیل وزرد رنگ داشته وآزار مخلوقات را جرم می‌پنداشتند، فرزندانشان زاویه هارا رها کرده و در میدان‌های جنگ وکشتار در آمدند جزئیات این تحولات باشرح حال شیخ محمد سعید بستکی و شیخ محمد خان بزرگ روشن می‌گردد.